# Megophtalmidia riveti
Megophtalmidia riveti är en tvåvingeart som först beskrevs av Edwards 1919.  Megophtalmidia riveti ingår i släktet Megophtalmidia och familjen svampmyggor.
Artens utbredningsområde är Ecuador. Inga underarter finns listade i Catalogue of Life.